# Хрестини Незалежності
Хрестини Незалежності — документальна повість, дорожній щоденник Степана Горлача. У книжці описана мандрівка, спланована і здійснена як символічні хрестини незалежної Української держави.
Їх здійснили 29 квітня — 6 вересня 1992 канадійці українського походження: громадський діяч, учитель, письменник Степан Горлач і дантист, співак чоловічого хору «Бурлака» Петро Скиба. Вони пройшли навхрест із півночі на південь України (від кордону з Білоруссю до міста Одеси) та зі заходу на схід (від кордону з Польщею до смт Мілове Луганської області, що межує з Ростовською областю РФ) 2500 км, поставивши 94 придорожні березові хрести, які освятили місцеві священники.
Степан Горлач дотепно описує неймовірну подорож новонародженою державою з цікавими зустрічами, розмовами, пригодами і символічними дійствами. Описує атмосферу і настрої людей, надії на кращу долю України, які ширились і утверджувались в Україні, незважаючи на всі матеріальні та організаційні труднощі того часу. Дорожній щоденник Степана Горлача є цікавим документом епохи становлення Незалежності України.